# Atensko ekonomsko sveučilište
Atensko ekonomsko sveučilište (grčki: Oikonomiko Panepistimio Athinon, poznato i kao OPA) je javno sveučilište u Ateni osnovano 1920. godine. Najstarija je i najprestižnija obrazovna ustanova za visoko ekonomsko obrazovanje u Grčkoj. Godišnje prima 3.000 studenata koji, osim iz Grčke, dolaze i iz susjedne Bugarske, Makedonije i Turske. Osim nastave na engleskom jeziku, kao član ERASMUS-a organizira razmjene studenata s drugim sveučilištima diljem Europske unije.

## Studiji
Sveučilište ima 8 osnovnih studija akademskog stupnja:
- Odjel za ekonomske znanosti,
- Odjel za organizaciju i upravljanje poduzećima,
- Odjel za informatiku,
- Odjel za statističke znanosti,
- Odjel za oglašavanje i komunikaciju,
- Odjel za međunarodne i europske ekonomske studije,
- Odjel za računovodstvo i novčarstvo,
- Odjel za menadžment i tehnologiju.

Osim osnovnih studija za naslov prvostupnika, Sveučilište održava poslijediplomske i doktorske studije na svim odjelima.

## Počasni doktorati
- Jean Tirole, francuski ekonomist i dobitnik Nobelove nagrade za ekonomiju

## Vanjske poveznice
- Službene internetske stranice (engl.)